# Penicillium herquei
Penicíllium herquéi (лат.) — вид несовершенных грибов (телеоморфная стадия неизвестна), относящийся к роду Пеницилл (Penicillium).

## Описание
Колонии на агаре Чапека медленно-растущие, бархатистые или почти войлочные, обильно спороносящие в жёлто-серовато-зелёных тонах. Реверс жёлто-зелёный.
На CYA колонии на 7-е сутки 2—3,5 см в диаметре, с оливково-коричневым или коричневым реверсом, выделяют в среду жёлтый пигмент.
На агаре с солодовым экстрактом (MEA) и агаре с дрожжевым экстрактом и сахарозой (YES) колонии на 7-е сутки 3—4 см в диаметре.
Иногда образуются кремовые склероции.
При 37 °C рост отсутствует, при 30 °C на CYA на 7-е сутки образует колонии 2,5—3,5 см в диаметре.
Конидиеносцы двухъярусные, с гладкой или несколько шероховатой ножкой 200—400 мкм длиной. Метулы по 4—6 в мутовке, 10—12 мкм длиной. Фиалиды по 6—10 в пучке, 7—10 × 2,5—3 мкм, внезапно суженные в узкую шейку. Конидии эллипсоидальные до лимоновидных, гладкостенные или едва шероховатые, 3,5—5 × 3—3,5 мкм, в переплетающихся или почти параллельных цепочках.

## Экология
Широко распространённый, преимущественно почвенный гриб.

## Таксономия
Вид назван по имени французского военного министра Эрке (Herqué).
Penicillium herquei Bainier & Sartory, Bull. Soc. Mycol. France 28: 121 (1912).